# Alan Hale
Alan Hale Sr., nascut Rufus Alan MacKahan (Washington DC, 10 de febrer de 1892 − Hollywood, Califòrnia, 22 de gener de 1950) va ser un actor i director de cinema estatunidenc.

## Biografia

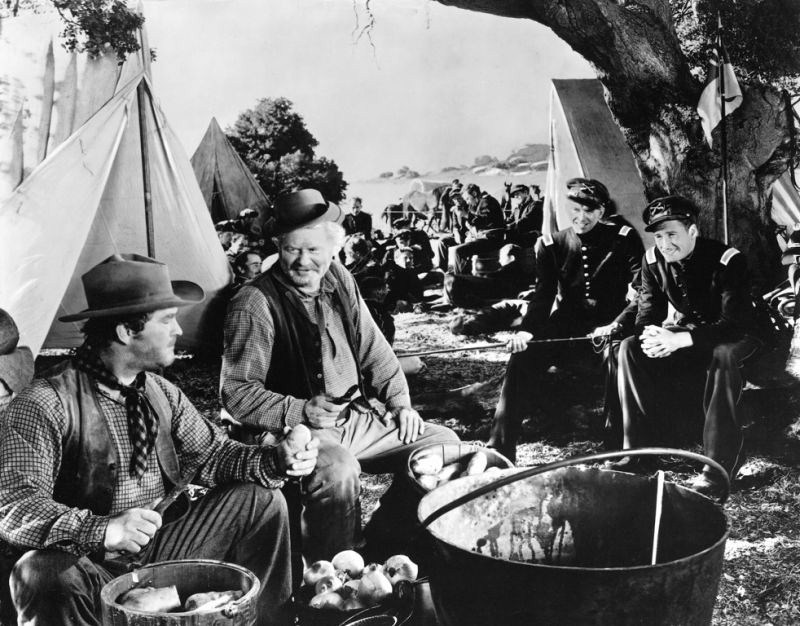
D'esquerra a dreta: Guinn Williams, Alan Hale, Ronald Reagan i Errol Flynn, a Camí de Santa Fe (1940)

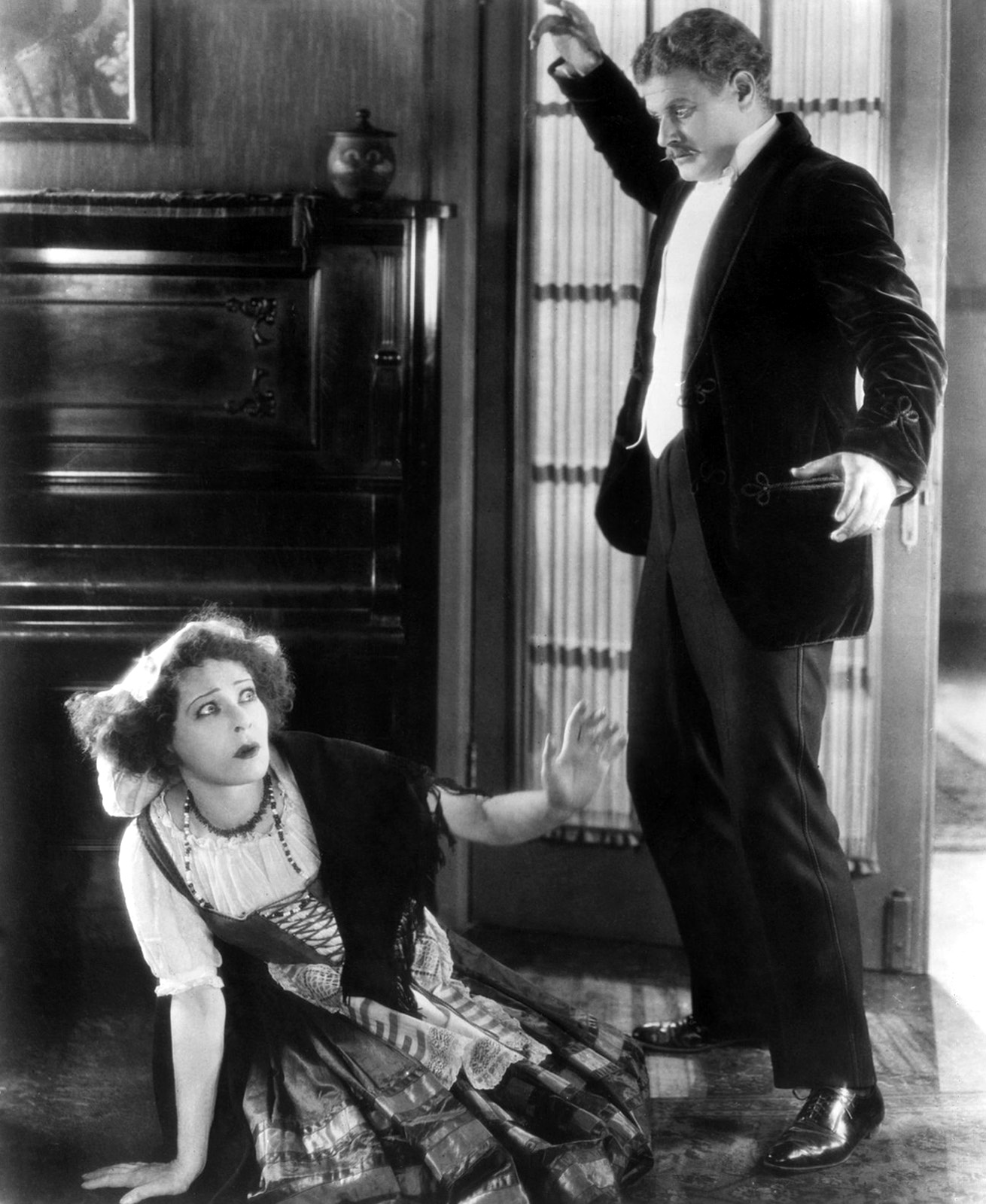
Amb Al·la Nazímova, a Casa de nines (1922)

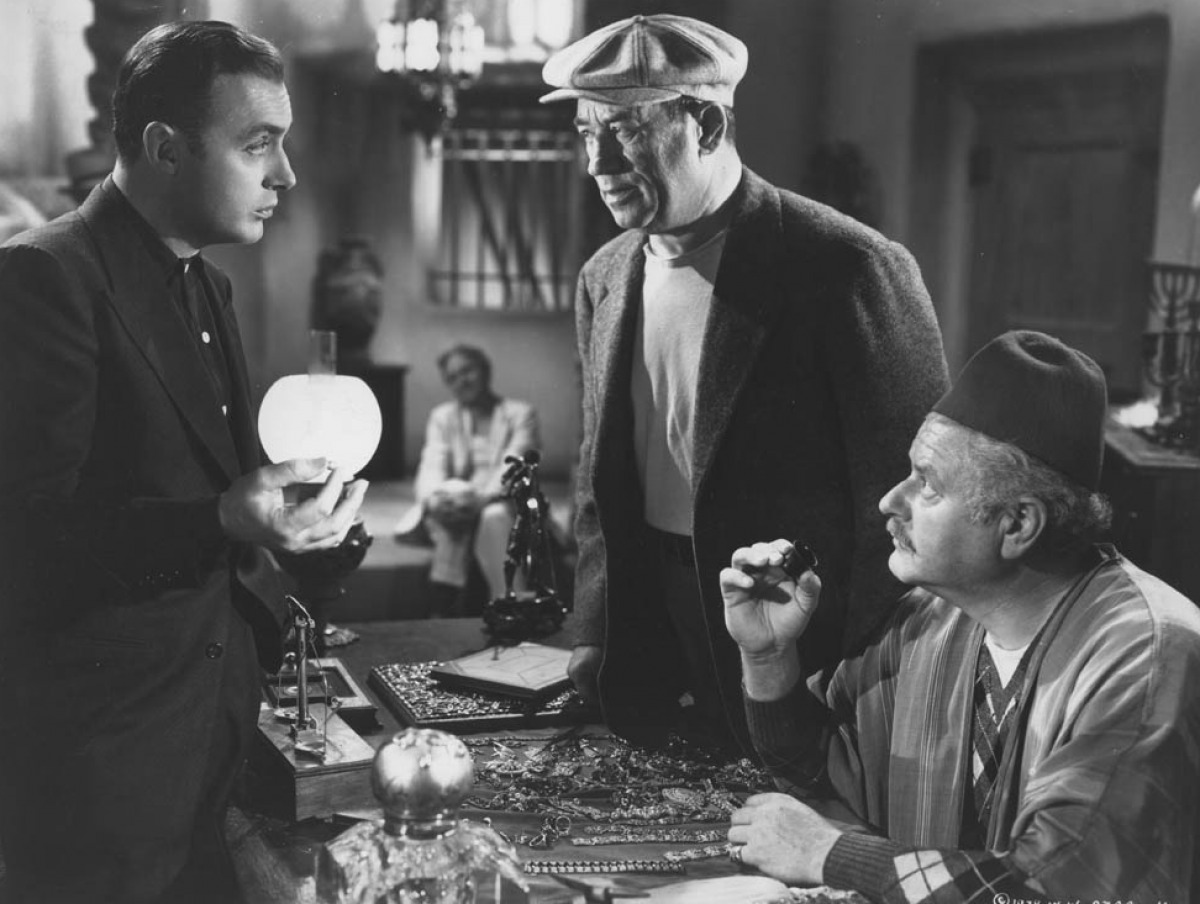
D'esquerra a dreta: Charles Boyer, Stanley Fields i Alan Hale, a Algiers (1938)

Se'l coneix sobretot per haver estat el company d'Errol Flynn en algunes de les seves principals pel·lícules com Les aventures de Robin Hood, Dodge City o El falcó del mar. El seu fill Alan Hale Jr., és igualment actor.
En total, Hale va dirigir vuit films en les dècades de 1920 i 1930, i va actuar a 235 pel·lícules.
Hale va estar casat durant més de trenta anys, de 1914 a 1950, amb l'actriu Gretchen Hartman (1897-1979), i va tenir amb ella tres fills. Un d'ells va ser l'actor Alan Hale, Jr., conegut per encarnar el "Capità" en la sèrie televisiva L'illa de Gilligan.
Alan Hale, Sr. va morir a Hollywood, Califòrnia, el 1950 com a conseqüència d'una malaltia hepàtica. Va ser enterrat al Cementiri Forest Lawn Memorial Park de Glendale (Califòrnia).
Té una estrella dedicada al Passeig de la Fama a Hollywood.

## Filmografia

### Actor
Llista parcial:
- 1915: The Lone Cowboy de Raoul Walsh
- 1921: The Four Horsemen of the Apocalypse de Rex Ingram
- 1921: A Voice in the Dark de Frank Lloyd
- 1922: Robin Hood d'Allan Dwan
- 1922: The Trap, de Robert Thornby
- 1922: Casa de nines (A Doll's House) de Charles Bryant
- 1923: Cameo Kirby de John Ford
- 1923: Main Street, de Harry Beaumont
- 1923: The Covered Wagon de James Cruze
- 1924: Black Oxen de Frank Lloyd
- 1924: The Dictator de James Cruze
- 1928: Power de Howard Higgin
- 1931: Susan Lenox - Her Rise and Fall - de Robert Z. Leonard
- 1931: The Sin of Madelon Claudet d'Edgar Selwyn
- 1932: So Big! de William A. Wellman
- 1933: Destination Unknown, de Tay Garnett
- 1934: La patrulla perduda (The Lost Patrol) de John Ford
- 1934: Va succeir una nit (It Happened One Night) de Frank Capra
- 1934: Little Man, What Now? de Frank Borzage
- 1934: Fog Over Frisco de William Dieterle
- 1934: Captius del desig (Of Human Bondage) de John Cromwell
- 1934:  Imitation of Life de John M. Stahl
- 1934: The Little Minister de Richard Wallace
- 1935: The Crusades de Cecil B. DeMille
- 1935: The Good Fairy de William Wyler
- 1935: Another Face de Christy Cabanne
- 1936: A Message to Garcia de George Marshall
- 1936: Our Relations de Harry Lachman
- 1937: The Prince and the Pauper de William Keighley
- 1937: High, Wide, and Handsome de Rouben Mamoulian
- 1937: Stella Dallas de King Vidor
- 1937: Thin Ice de Sidney Lanfield
- 1938: Les aventures de Robin Hood (The Adventures of Robin Hood) de Michael Curtiz i William Keighley
- 1938: Listen, Darling d'Edwin L. Marin
- 1938: Les aventures de Marco Polo (The Adventures of Marco Polo) d'Archie Mayo
- 1938: Four Men and a Prayer de John Ford
- 1938: Algiers de John Cromwell
- 1938: The Sisters d'Anatole Litvak
- 1939: Dodge City de Michael Curtiz
- 1939: The Private Lives of Elizabeth and Essex de Michael Curtiz
- 1939: L'home de la màscara de ferro (The Man in the Iron Mask) de James Whale
- 1940: Or, amor i sang (Virginia City) de Michael Curtiz
- 1940: El falcó del mar (The Sea Hawk) de Michael Curtiz
- 1940: Camí de Santa Fe (Santa Fe Trail) de Michael Curtiz
- 1940: La passió cega (They Drive by Night) de Raoul Walsh
- 1940: Green Hell de James Whale
- 1941: Manpower de Raoul Walsh
- 1941: La rossa explosiva (The Strawberry Blonde) de Raoul Walsh
- 1942: Desperate journey, de Raoul Walsh
- 1942: Captains of the Clouds de Michael Curtiz
- 1942: Gentleman Jim de Raoul Walsh
- 1943: Acció in the North Atlantic de Lloyd Bacon
- 1943: Això és l'exèrcit (This Is the Army) de Michael Curtiz
- 1943: Destination Tokyo de Delmer Daves
- 1943: Thank your lucky stars de David Butler
- 1946: Nit i dia (Night and Day) de Michael Curtiz
- 1947: Pursued de Raoul Walsh
- 1948: Adventures of Don Juan de Vincent Sherman
- 1950: Repartiment in My Crown de Jacques Tourneur
- 1950: Colt 45 d'Edwin L. Marin
- 1950: Rogues of Sherwood Forest de Gordon Douglas on farà per tercera vegada el paper de Little John

### Director
Filmografia completa:
- 1915: The Passing Storm, curt, amb Claire McDowell
- 1925: The Scarlet Honeymoon, amb Shirley Mason, J. Farrell MacDonald
- 1925: The Wedding Song, amb Leatrice Joy
- 1925: Braveheart, amb Rod La Rocque
- 1926: Forbidden Waters
- 1926: The Sporting Lover, amb Conway Tearle
- 1926: Risky Business, amb ZaSu Pitts
- 1927: Rubber Tires, amb Bessie Love, May Robson
- 1936: Neighborhood House, curt de Charley Chase, Harold Law i Alan Hale (no surt als crèdits), amb Charley Chase